# さよなら 大好きな人
「さよなら 大好きな人」（さよなら・だいすきなひと）は、日本のデュオ・花*花のメジャー2作目（通算8作目）のシングル。

## 概要
- 前作「あ〜よかった（setagaya-mix）」から3ヶ月ぶりのシングルで、アルバム『2 souls』と同時発売された。
- 表題曲は田村正和主演のテレビドラマ『オヤジぃ。』の主題歌に起用され、初のドラマタイアップが付いた。
- カップリング曲はネスレ日本『ネスカフェモーメント』のCMソングに起用された。
- 今作で『ミュージックステーション』に2度目の出演を果たした[1]。
- オリコンチャート初登場6位を獲得。2作連続でのトップ10入りと年間チャート入りを果たし、日本レコード協会からのゴールドディスク認定を受けている。

## 収録曲
1. さよなら 大好きな人 [4:14]
作詞・作曲：こじまいづみ
編曲：パパダイスケ
こじまが16歳のときに亡くなった祖父に対する思いを書いた楽曲[2][3]。
2. 愛する人よ [3:59]
作詞・作曲：おのまきこ
編曲：パパダイスケ
3. さよなら 大好きな人 -instrumental- [4:13]
作曲：こじまいづみ
編曲：パパダイスケ
表題曲のインストゥルメンタルバージョン。
4. 愛する人よ -instrumental- [3:55]
作曲：おのまきこ
編曲：パパダイスケ
カップリング曲のインストゥルメンタルバージョン。

## 参加ミュージシャン
花*花
- こじまいづみ：Vocal (#1,2)、Piano (#1,3)
- おのまきこ：Vocal (#1,2)

Support Musician
- パパダイスケ：Electoric Guitar (#1,3)
- 品川知昭：Electric Guitar (#1,3)
- 松永孝義：Electoric Bass (#1,3)
- 田辺晋一：Percussion (#1,3)
- 長野昭子：Violin (#1,3)
- 山本愛子：Violin (#1,3)
- 高田豊子：Viola (#1,3)
- 上塚憲一：Cello (#1,3)
- 松本浩明：Trumpet (#1,3)
- 大迫明：Trombone (#1,3)
- 熊本尚美：Flute (#1,3)
- 新本由美子：Oboe (#1,3)

## タイアップ
- TBS系列東芝日曜劇場『オヤジぃ。』主題歌 (#1)
- ネスレ日本『ネスカフェモーメント』CMソング (#2)

## 収録アルバム
- 2 souls (#1)
- spice (#2)
- FOOT PRINT〜花*花WORKS 2000-2003 (#1)
- ゴールデン☆ベスト シングル・コレクション (#1,2)
- 2×20 (#1)
- LOST in LOVE (#1)
- SUNDAY BOX ドラマソング・コレクション (#1)
- YOU〜love ballad best (#1)
- ピアノバラッド (#1)
- DRAMANIA SECOND SEASON (#1)
- 恋につまずいたら。 (#1)
- 涙 (#1)
- PURE LOVE (#1)
- I Love You J-Ballads (#1)
- Tears なみだコンピ (#1)
- ラヴ・ソングス〜悲しくて〜 (#1)
- A40 メランコリック ラブソングスⅡ (#1)
- クライマックス・ラヴストーリー〜第2章〜 (#1)
- 歌姫クロニクル〜1985-2000〜 (#1)
- オールスター・ベスト〜女性ヴォーカル〜 (#1)
- ラブとポップ 〜好きだった人を思い出す歌がある〜 mixed by DJ和 (#1)
- 確かにあの涙は恋だった。 (#1)
- こんな夜にはアイのウタ〜愛燦燦・もらい泣き〜	(#1)
- センチメンタルデイズ ～アノ頃、夕暮れ、帰り道～ (#1)
- 確かに忘れられない恋だった。 (#1)

## カバー
- 2008年 - ガールズバンド・MARIA（シングルとして発売）⇒後述
- 2009年 - Kanade（「忘れない… 〜さよなら大好きな人〜 feat.J’Q(VIVID Neon*)」をアルバムに収録）
- 2011年 - スピッツ（「さよなら 大好きな人」をアルバム『おるたな』に収録）
- 2012年 - 川嶋あい（アルバム『My Favorite Songs 〜旅立ち〜』に収録）
- 2013年 - jyA-Meが、カバー・アルバム『With. Me -Duet Cover-』にKONANとのデュエットを収録
- 2014年 - Tiara（アルバム『Girl～Tiara Love Song Covers～』に収録）
- 2017年 - 藤ノ宮寧子（三森すずこ） - （『政宗くんのリベンジ Blu-ray&DVD 第4巻特典CD』に収録）

## MARIAのシングル
「さよなら 大好きな人」（さよなら・だいすきなひと）は、日本のガールズバンド・MARIAの5作目のシングル。

### 概要
- 前作「ゆらり桜空…」から約7ヶ月ぶりのシングル。
- 前作に引き続きノンタイアップシングルとなった。
- ジャケットの異なる初回生産限定盤と通常盤の2形態で発売され、初回生産限定盤には特典として『"WE ARE MARIA" SPRING TOUR 2008～おれら全員社会人!!!!!～』から厳選された3曲のライブ映像を収録したDVDが同梱された。

### 収録曲
1. さよなら 大好きな人 [3:52]
作詞・作曲：こじまいづみ
編曲：明石昌夫
花*花の同名曲のリアレンジカバー[4]。
2. 哀哭の果て [3:39]
作詞・作曲：あゆか
編曲：明石昌夫
3. Break out [3:48]
作詞・作曲：あゆか
編曲：明石昌夫
4. さよなら 大好きな人 (Instrumental) [3:49]
作曲：こじまいづみ
編曲：明石昌夫
表題曲のインストゥルメンタルバージョン。

### 収録映像曲
1. ゆらり桜空…
2. JUMP
3. MABUDACHI

### 収録アルバム
- Day by day (#1)
- MARIA BOX (#1,2,3)